# Lestodiplosis trivittata
Lestodiplosis trivittata är en tvåvingeart som beskrevs av Rubsaamen 1921. Lestodiplosis trivittata ingår i släktet Lestodiplosis och familjen gallmyggor.
Artens utbredningsområde är Tyskland. Inga underarter finns listade i Catalogue of Life.